# 10 Pułk Strzelców Granicznych
10 Pułk Strzelców Granicznych – jednostka organizacyjna Strzelców Granicznych w II Rzeczypospolitej.

## Geneza
W 1918 powstał 1 pułk Straży Granicznej, a w lutym 1919 2 pułk SG ze sztabem w Częstochowie. I/2 p SG formował podpułkownik Witold Sieciński z byłej armii rosyjskiej. 21 lutego 1919 ppłk Sieciński wraz ze swoim adiutantem ppor. Stefanem Hebdą i oficerem do zleceń por. Marianem Neretyńskim oraz pierwszymi żołnierzami I dyonu wyruszyli z Warszawy do Częstochowy.
Dalsze formowanie I dywizjonu z ochotników z w okolic Częstochowy nastręczało wielu trudności. 26 marca 1919 sztab dywizjonu przeniesiono do Oświęcimia. W marcu dowódca dywizjonu przyjął w podporządkowanie od II/ 2 pułku Wojsk Straży Granicznej 4 szwadron pod dowództwem porucznika Majewskiego. Szwadron miał dostarczyć niezbędną do szkolenia nowo wstępujących kadrę instruktorską. Okazał się jednak pododdziałem zdemoralizowanym i skorumpowanym. 8 czerwca 1919 szwadron został rozformowany, a żołnierze wysłani na front. „Nowy” szwadron otrzymał żołnierzy z pułków piechoty DOG „Kraków” i 17 czerwca został przeniesiony do II dyonu 2 pułku Wojsk Straży Granicznej i poddany rygorystycznemu szkoleniu.
W okresie pobytu w Oświęcimiu zostały sformowane 1., 2. i 3. szwadron, komenda sztabowa i telefonistów, tabor, ambulatorium i składy żywnościowe. W czerwcu dywizjon został przemianowany na 3 samodzielny dywizjon Wojskowej Straży Granicznej. Rozkazem DOG „Kraków” w jego skład wszedł czasowo oddział Żandarmerii Polowej pod dowództwem por. Wicherka. W tym też czasie oddana została pod rozkazy dowództwa dyonu kompania graniczna „Chrzanów”. Kompanię tę później przemianowano na 2 szwadron. W końcu czerwca szwadron odszedł do 2 pułku WSG.
5 grudnia 1919 dywizjon przeniesiony został do Suwałk i otrzymał zadanie obsadzenia odcinka granicy państwowej od Rajgrodu do wsi Kraśnik. W pierwszej połowie stycznia 1920 szwadrony dywizjonu rozpoczęły służbę na granicy. Z początkiem marca dywizjon otrzymał kolejnych rekrutów. Ich szkolenie odbywało się w szwadronie szkolnym dowodzonym przez mjr. Norejkę. Po zakończeniu okresu unitarnego i wcieleniu rekrutów do szwadronów „bojowych”, 3 samodzielny dywizjon został zreorganizowany i przeformowany na 10 pułk Strzelców Granicznych.

## Powołanie i zmiany organizacyjno-dyslokacyjne
Na podstawie rozkazu Ministra Spraw Wojskowych z 21 maja 1920, pełniący dotychczas służbę graniczną na Mazurach, 3 samodzielny dywizjon Strzelców Granicznych został przeformowany w 10 pułk Strzelców Granicznych.
Dowództwo 3 samodzielnego dywizjonu zostało przemianowane na dowództwo 10 pułku Strzelców Granicznych, a dowódca dywizjonu objął czasowo dowództwo pułku. 3 samodzielny dywizjon StG stał się I/10 pStG, a dowództwo dywizjonu utworzono z obsady dowództw szwadronów.
W wyniku wydzielenia ze szwadronu szkolnego czterech szwadronów liniowych, powstał II dywizjon pułku. Jego dowództwo zorganizowano z personelu szwadronów, w tym szwadronu szkolnego.
Szwadron szkolny 3 samodzielnego dywizjonu StG przemianowany został na szwadron szkolny 10 pułku.
Ponadto kadrę uzupełniono z innych szwadronów szkolnych i w drodze przydziału oficerów przez Ministerstwo Spraw Wojskowych.
Po sformowaniu dowództwo pułku miało pozostać w Suwałkach, a I dywizjon pełnić służbę na swoich dotychczasowych stanowiskach. II dywizjon, w myśl rozkazu organizacyjnego, miał być przetransportowany do Oświęcimia i zluzować 4 i 8 szwadron 2 pułku Strzelców Granicznych.
Jednak zaraz po sformowaniu, II dywizjon pod czasowym dowództwem por. Mieczyńskiego został przeniesiony do DOG „Pomorze” na odcinek graniczny Wolnego Miasta Gdańska i obsadził granicę od Tczewa do Pucka. Zluzował pododdziały 65 pułku piechoty, który wysłany został na front polsko-bolszewicki. Do miejsca przeznaczenia w Skarszewach przybył 8 czerwca. 19 czerwca sztab dywizjonu przeszedł do Tczewa.
Szwadrony I dywizjonu uzupełniono rekrutami szwadronu szkolnego i obsadzały nadal odcinek graniczny od Rajgrodu do wsi Kraśnik.
Z rozkazu Dowództwa Strzelców Granicznych przybył do pułku major Manżett i z żołnierzy szwadronu szkolnego sformował nowy 1 samodzielny dywizjon Strzelców Granicznych.

## Walki pułku
W końcu czerwca 1920 sytuacja na froncie bolszewickim wymusiła by wszystkie pułki liniowe były użyte w walce. Z litewskiej linii demarkacyjnej ściągnięty został Kowieński pułk piechoty. Jego zadania miał przejąć I dywizjon 10 pułku Strzelców Granicznych.
Jednak tempo rosyjskiego natarcia uniemożliwiło realizację tego zamierzenia. I/10 pStG wszedł w skład Augustowsko–Suwalskiej Grupy Operacyjnej dowodzonej przez płk. Obuch-Woszczatyńskiego i wyruszył na front pod Grodno. Po dwutygodniowych walkach grupa operacyjna, a z nią I dywizjon, zmuszona była do odwrotu w rejon Rajgród-Grajewo. Po okrążeniu przez bolszewików i po kilkakrotnych próbach przerwania się, cała Grupa Operacyjna zmuszona została do przekroczenia granicy niemieckiej pod Boguszami i tam została internowana. Dowódca grupy, płk. Obuch-Woszczatyński wraz z adiutantem, por. Tucholskim zdołali wyjechać samochodem i przedostać się za linię wroga.
4 szwadron otrzymał odrębne zadanie. Maszerował on lasami Augustowskimi wzdłuż granicy litewskiej i zmiatał przechodzące na polską stronę oddziały litewskie i drobne patrole bolszewickie. W potyczce pod m. Rudawka-Wólka wziął do niewoli 5 Kozaków. Nie mając żadnej łączności z innymi oddziałami, 4 szwadron wycofał się przez Augustów w kierunku na Grajewo. Dalej maszerując wzdłuż granicy pruskiej, uderzył na pozycje bolszewickie i wyszedł z okrążenia. Pod Łysą szwadron dołączył do 1 samodzielnego dywizjonu Strzelców Granicznych i wszedł w skład „Grupy operacyjnej płk. Obuch-Woszczatyńskiego”. Następnie szwadron brał udział w walkach od Myszyńca do Lidzbarka. W kolejnych akcjach szwadron cofnął się pod Działdowo, gdzie został rozformowany i wcielony do Grupy Operacyjnej płk. Habicha.

## Odtworzenie pułku i rozwiązanie
Z 10 pułku Strzelców Granicznych pozostał na granicy II dywizjon. We wrześniu 1920 do dywizjonu dołączył 4 szwadron I dyonu. Pełniącym obowiązki dowódcy pułku wyznaczony został mjr Norejko. Na reorganizację pułk otrzymał 1400 rekrutów. Ponowne formowanie I dywizjonu rozpoczęto w Chełmnie. W październiku 10 pułk Strzelców Granicznych przeniesiony został do Mławy. Tu 13 listopada przybyli również internowani w Prusach oficerowie i żołnierze byłego I dywizjonu.
W grudniu 1920 10 pułk Strzelców Granicznych został rozformowany.

## Żołnierze pułku
Dowódcy pułku
- płk Władysław Obuch-Woszczatyński[c]. (VI 1920–)[10]
- p.o. mjr Norejko

Dowództwo pułku
- zastępca dowódcy pułku – ppłk Sieciński Witold – do 14 X 1920[15]
- zastępca dowódcy pułku – mjr piech Marian Norejko (14 X 1920 -)[15]
- adiutant pułku – por. Tucholski Józef

Pododdziały
- dowódca I dywizjonu – rtm. Jałowicki
- adiutant dywizjonu – ppor. Kozielski Czesław
- oficer kasowy – ppor. Adam Władysław
- oficer prowiantowy – u.w. XI Łopuszański Emeryk
- lekarz weterynarii – kpt. dr Konigsberg
- lekarz sanitarny – – kpt. dr Szczęsnowicz
- kapelan – kpt. Harraburda
- oficer broni – pchor. Węgier
- oficer sądowy – ppor. Hebda Stefan

- dowódca 1 szwadronu – por. Gundelach Władysław
  - oficer młodszy – por. Szylkarski
  - oficer młodszy – por. Burhardt
- dowódca 2 szwadronu – por. Weretyński Marian
  - oficer młodszy – por. Żeliński
  - oficer młodszy – ppor. Wojciechowski
- dowódca 3 szwadronu – rtm. Krzyżanowski Jerzy
  - oficer młodszy – ppor. Majchrzak
- dowódca 4 szwadronu – por. Łada-Bardowski Edmund
  - oficer młodszy – por. Putjatycki
  - oficer młodszy – ppor. Lachowicz
- dowódca II dywizjonu – mjr Trzciński
- oficer kasowy – ppor. Podhakicz
- oficer prowiantowy – st. wachm. Łatas
- lekarz weterynarii – por. Janczyński Bohdan
- lekarz sanitarny – ppor. dr Lejko
- oficer broni – ppor. Grąbczewski
- oficer sądowy – ppor. Leszczyński.
- adiutant dywizjonu – ppor. Guzowski
- dowódca 5 szwadronu – por. Twardowski Napoleon Zygmunt
  - oficer młodszy – por. Romer
- dowódca 6 szwadronu – por. Łuniewski Stanisław
  - oficer młodszy – vacat
- dowódca 7 szwadronu – ppor. Chwaliński Mieczysław
  - oficer młodszy – vacat
- dowódca 8 szwadronu – ppor. Skorupski Janusz
  - oficer młodszy – vacat
- dowódca szwadronu szkolnego – por. Mieczyński Mieczysław
  - oficer młodszy – por. Nieciengiewicz Wacław

## Przekształcenia
- 2 dywizjon Straży Granicznej → II dywizjon 2 pułku Straży Granicznej → II dywizjon 2 pułku Wojskowej Straży Granicznej (do VI 1919) → 3 samodzielny dywizjon Wojskowej Straży Granicznej (do 1 II 1920) → 3 samodzielny dywizjon Strzelców Granicznych (do V 1921) → 10 pułk Strzelców Granicznych ↘ rozformowany w grudniu 1920